# Epic Mazur
Epic Mazur (nacido Bret Mazur; 31 de agosto de 1970) es un cantante, rapero y productor musical estadounidense, más conocido por ser fundador y líder de Crazy Town.

## Biografía

### Infancia
Se crio en Brooklyn, Nueva York, antes de que sus padres se trasladaron a través del país a Hollywood, Los Ángeles. Fue aquí donde comenzó a trabajar como DJ a los 16 años, y recibió el seudónimo de "Epic" de un amigo. Mazur se graduó de William Howard Taft High School en Los Ángeles. Luego colaboró con Richard Wolf, como parte del equipo de producción de Wolf & Epic en álbumes por Bell Biv DeVoe, Ralph Tresvant, MC Lyte y MC Serch, entre otros.

### Crazy Town
Crazy Town fue formado por Mazur y Seth Binzer, que comenzaron a colaborar en 1995 bajo el nombre inicial de "The Brimstone Sluggers". A principios de 1999, que se llamaban Crazy Town, y la banda completa consistía en Mazur, Binzer, Rust Epique, James Bradley Jr., Doug Miller, DJ AM, y Antonio Lorenzo "Trouble" Valli. Su álbum debut, The Gift of Game, fue lanzado en noviembre de 1999, después de haber sido grabado a principios de año. Se convertiría en un gran éxito después de su single Butterfly alcanzó el número 1 en el Billboard Hot 100, lo que generó un récord de ventas de más de 1,5 millones. En 2002 publicaron su segundo álbum, Darkhorse, fue un fracaso comercial en comparación, y la banda se separó poco después de su lanzamiento.

### Últimos proyectos y retorno de Crazy Town
Después de Crazy Town anunció que habían reformado en 2007, Mazur declaró que el tercer álbum de Crazy Town, tentativamente titulado Crazy Town Is Back, sería lanzado inmediatamente después de su próximo álbum en solitario, Strip to This en la primavera de 2008. Ni el álbum aún no ha sido puesto a la venta. En 2011 formó la banda Mazur LA EX, junto con el miembro de Crazy Town Kraig Tyler y Antonella Barba. Lanzaron su primer video musical "Lipstick" en YouTube en julio de 2011. Actualmente se encuentran trabajando en un EP.
Mazur es un productor de discos de varios artistas y también trabaja como supervisor musical para la televisión y el cine.

### Vida privada
Mazur tiene un hijo llamado Max, nacido en 1996, y es primo de la actriz Monet Mazur. Él tiene ascendencia judía.